# 杜采
杜采是西非國家尼日利亞北部的城市，於1991年12月12日成為新成立的吉加瓦州的首府，該市被熱帶草原覆蓋，是吉加瓦州第四大城市，2007年人口17,697。